# Soukanjärvi
Soukanjärvi är en sjö i kommunen Etseri i landskapet Södra Österbotten i Finland. Sjön ligger 174,7 meter över havet. Den är 2,2 meter djup. Arean är 51 hektar och strandlinjen är 3,59 kilometer lång. Sjön  ingår i Kumo älvs huvudavrinningsområde.   Den ligger omkring 75 kilometer sydöst om Seinäjoki och omkring 250 kilometer norr om Helsingfors. 